# Hastings and Rye (circonscription du Parlement britannique)
Circonscription parlementaire de la Chambre des communes
La circonscription de Hastings et Rye est une circonscription parlementaire britannique. Située dans l'East Sussex, elle comprend les villes de Hastings et Rye.
La circonscription est créée en 1983, par fusion des anciennes circonscriptions de Hastings et de Rye.
Depuis 2024, elle est représentée à la Chambre des communes du Parlement britannique par Helena Dollimore, du Parti travailliste.

## Members of Parliament
| Élection | Élection       | Membre           | Membre      | Parti        |
| -------- | -------------- | ---------------- | ----------- | ------------ |
|          | 1983           | Kenneth Warren   |             | Conservateur |
|          | 1992           | Jacqui Lait      |             | Conservateur |
|          | 1997           | Michael Foster   |             | Travailliste |
|          | 2010           | Amber Rudd       |             | Conservateur |
|          | septembre 2019 | Amber Rudd       | Indépendant |              |
|          | 2019           | Sally-Ann Hart   |             | Conservateur |
|          | 2024           | Helena Dollimore |             | Travailliste |

## Élections

### Élections dans les années 2010
| Parti         | Parti                | Candidat             | Voix   | %    | ±    |
| ------------- | -------------------- | -------------------- | ------ | ---- | ---- |
|               | Conservateur         | Sally-Ann Hart       | 26,896 | 49,6 | +2.7 |
|               | Travailliste         | Peter Chowney        | 22,853 | 42,1 | -4.1 |
|               | Libéral Démocrate    | Nick Perry           | 3,960  | 7,3  | +3.9 |
|               | Indépendant          | Paul Crosland        | 565    | 1,0  | N/A  |
| Majorité      | Majorité             | Majorité             | 4,043  | 7,5  | +6.8 |
| Participation | Participation        | Participation        | 54,274 | 67,4 | -4.2 |
|               | Conservateur retenir | Conservateur retenir | Swing  |      |      |

| Parti         | Parti                | Candidat             | Voix   | %    | ±     |
| ------------- | -------------------- | -------------------- | ------ | ---- | ----- |
|               | Conservateur         | Amber Rudd           | 25,668 | 46,9 | +2.3  |
|               | Travailliste         | Peter Chowney        | 25,322 | 46,2 | +11.1 |
|               | Libéral Démocrate    | Nick Perry           | 1,885  | 3,4  | +0.3  |
|               | UKIP                 | Michael Phillips     | 1,479  | 2,7  | -10.6 |
|               | Indépendant          | Nicholas Wilson      | 412    | 0,8  | N/A   |
| Majorité      | Majorité             | Majorité             | 346    | 0,7  | -8.7  |
| Participation | Participation        | Participation        | 54,766 | 71,6 | +3.6  |
|               | Conservateur retenir | Conservateur retenir | Swing  | -4.4 |       |

| Parti         | Parti                | Candidat             | Voix   | %    | ±     |
| ------------- | -------------------- | -------------------- | ------ | ---- | ----- |
|               | Conservateur         | Amber Rudd           | 22,686 | 44,5 | +3.4  |
|               | Travailliste         | Sarah Owen           | 17,890 | 35,1 | −2.0  |
|               | UKIP                 | Andrew Michael       | 6,786  | 13,3 | +10.5 |
|               | Green                | Jake Bowers          | 1,951  | 3,8  | +3.8  |
|               | Libéral Démocrate    | Nick Perry           | 1,614  | 3,2  | −12.5 |
| Majorité      | Majorité             | Majorité             | 4,796  | 9,4  | +5.4  |
| Participation | Participation        | Participation        | 50,927 | 68,0 | +4.1  |
|               | Conservateur retenir | Conservateur retenir | Swing  | +2.7 |       |

| Parti         | Parti                                   | Candidat                                | Voix   | %    | ±    |
| ------------- | --------------------------------------- | --------------------------------------- | ------ | ---- | ---- |
|               | Conservateur                            | Amber Rudd                              | 20,468 | 41,1 | +3.0 |
|               | Travailliste                            | Michael Foster                          | 18,475 | 37,1 | −3.5 |
|               | Libéral Démocrate                       | Nick Perry                              | 7,825  | 15,7 | +0.6 |
|               | UKIP                                    | Anthony Smith                           | 1,397  | 2,8  | +0.1 |
|               | BNP                                     | Nick Prince                             | 1,310  | 2,6  | +2.6 |
|               | Démocrates anglais                      | Rod Bridger                             | 339    | 0,7  | +0.7 |
| Majorité      | Majorité                                | Majorité                                | 1,993  | 4,0  | N/A  |
| Participation | Participation                           | Participation                           | 49,814 | 63,9 | +4.9 |
|               | Conservateur vainqueur sur Travailliste | Conservateur vainqueur sur Travailliste | Swing  | +3.3 |      |

### Élections dans les années 2000
| Parti         | Parti                | Candidat                                      | Voix   | %    | ±    |
| ------------- | -------------------- | --------------------------------------------- | ------ | ---- | ---- |
|               | Travailliste         | Michael Foster                                | 18,107 | 42,1 | −5.0 |
|               | Conservateur         | Mark Coote                                    | 16,081 | 37,4 | +0.8 |
|               | Libéral Démocrate    | Richard Stevens                               | 6,479  | 15,1 | +4.8 |
|               | UKIP                 | Terry Grant                                   | 1,098  | 2,6  | +0.4 |
|               | Green                | Sally Phillips                                | 1,032  | 2,4  | +0.7 |
|               | Monster Raving Loony | Viscount Clarkey of Rochdale Canal Ord-Clarke | 207    | 0,5  | 0.0  |
| Majorité      | Majorité             | Majorité                                      | 2,026  | 4,7  | -5.8 |
| Participation | Participation        | Participation                                 | 43,004 | 59,1 | +0.8 |
|               | Travailliste retenir | Travailliste retenir                          | Swing  | -2.9 |      |

| Parti         | Parti                | Candidat             | Voix   | %    | ±     |
| ------------- | -------------------- | -------------------- | ------ | ---- | ----- |
|               | Travailliste         | Michael Foster       | 19,402 | 47,1 | +12.7 |
|               | Conservateur         | Mark Coote           | 15,094 | 36,6 | +7.5  |
|               | Libéral Démocrate    | Graem Peters         | 4,266  | 10,3 | −17.6 |
|               | UKIP                 | Alan Coomber         | 911    | 2,2  | +1.2  |
|               | Green                | Sally Phillips       | 721    | 1,7  | N/A   |
|               | Indépendant          | Gillian Bargery      | 486    | 1,2  | N/A   |
|               | Monster Raving Loony | John Ord-Clarke      | 198    | 0,5  | +0.2  |
|               | Rock 'n' Roll Loony  | Brett McLean         | 140    | 0,3  | N/A   |
| Majorité      | Majorité             | Majorité             | 4,308  | 10,5 | +5.3  |
| Participation | Participation        | Participation        | 41,218 | 58,4 | -11.3 |
|               | Travailliste retenir | Travailliste retenir | Swing  | +2.6 |       |

### Élections dans les années 1990
| Parti         | Parti                                   | Candidat                                | Voix   | %     | ±     |
| ------------- | --------------------------------------- | --------------------------------------- | ------ | ----- | ----- |
|               | Travailliste                            | Michael Foster                          | 16,867 | 34,4  | +18.6 |
|               | Conservateur                            | Jacqui Lait                             | 14,307 | 29,2  | -18.4 |
|               | Libéral Démocrate                       | Monroe Palmer                           | 13,717 | 28,0  | −7.3  |
|               | Référendum                              | Christopher J.M. McGovern               | 2,511  | 5,1   | N/A   |
|               | Libéral                                 | Jane M.E. Amstad                        | 1,046  | 2,1   | N/A   |
|               | UKIP                                    | W.N. Andrews                            | 472    | 1,0   | N/A   |
|               | Monster Raving Loony                    | Derek Tiverton                          | 149    | 0,3   | 0.0   |
| Majorité      | Majorité                                | Majorité                                | 2,560  | 5,2   | N/A   |
| Participation | Participation                           | Participation                           | 49,069 | 69,7  | −5.2  |
|               | Travailliste vainqueur sur Conservateur | Travailliste vainqueur sur Conservateur | Swing  | +18.5 |       |

| Parti         | Parti                | Candidat                      | Voix   | %    | ±    |
| ------------- | -------------------- | ----------------------------- | ------ | ---- | ---- |
|               | Conservateur         | Jacqui Lait                   | 25,573 | 47,6 | −2.5 |
|               | Libéral Démocrate    | Monroe Palmer                 | 18,939 | 35,2 | −0.8 |
|               | Travailliste         | Richard D. Stevens            | 8,458  | 15,7 | +2.6 |
|               | Green                | Sally Philips                 | 640    | 1,2  | N/A  |
|               | Monster Raving Loony | Lord of Howell Derek Tiverton | 168    | 0,3  | −0.1 |
| Majorité      | Majorité             | Majorité                      | 6,634  | 12,4 | -1.7 |
| Participation | Participation        | Participation                 | 53,778 | 74,9 | +3.1 |
|               | Conservateur retenir | Conservateur retenir          | Swing  | −0.9 |      |

### Élections dans les années 1980
| Parti         | Parti                | Candidat                      | Voix   | %    | ±     |
| ------------- | -------------------- | ----------------------------- | ------ | ---- | ----- |
|               | Conservateur         | Kenneth Warren                | 26,163 | 50,1 | −3.2  |
|               | Liberal              | David Amies                   | 18,816 | 36,0 | +5.5  |
|               | Travailliste         | Joy Hurcombe                  | 6,825  | 13,1 | −2.1  |
|               | Monster Raving Loony | Lord of Howell Derek Tiverton | 242    | 0,4  | N/A   |
|               | Indépendant          | Stanley Davies                | 194    | 0,4  | N/A   |
| Majorité      | Majorité             | Majorité                      | 7,347  | 14,1 | -12.7 |
| Participation | Participation        | Participation                 | 52,240 | 71,8 | +2.9  |
|               | Conservateur retenir | Conservateur retenir          | Swing  | −4.4 |       |

| Parti         | Parti                                  | Candidat       | Voix   | %    | ±   |
| ------------- | -------------------------------------- | -------------- | ------ | ---- | --- |
|               | Conservateur                           | Kenneth Warren | 25,626 | 53,3 | N/A |
|               | Liberal                                | David Amies    | 14,646 | 30,5 | N/A |
|               | Travailliste                           | N. Knowles     | 7,304  | 15,2 | N/A |
|               | Indépendant                            | G.L. McNally   | 503    | 1,0  | N/A |
| Majorité      | Majorité                               | Majorité       | 10,980 | 22,8 | N/A |
| Participation | Participation                          | Participation  | 48,079 | 68,9 | N/A |
|               | Conservateur vainqueur (nouveau siège) |                |        |      |     |

## Sources
- Election 2005 Résultats : Hastings & Rye BBC News, 23 May 2005
- Vote 2001 - Hastings & Rye BBC News, 8 June 2001
- Résultats élections, 1997 – 2001 Election Demon
- Résultats élections, 1983 – 1992 Election Demon